# Protosalanx
Protosalanx is een geslacht van straalvinnige vissen uit de familie van ijsvissen (Salangidae). Het geslacht is voor het eerst wetenschappelijk beschreven in 1908 door Regan.

## Soorten
- Protosalanx hyalocranius (Abbott, 1901)
- Protosalanx chinensis (Basilewsky, 1855)